# Emma Viskic
Emma Viskic est une romancière et musicienne australienne, auteure de roman policier.

## Biographie
Emma Viskic grandie à Frankston, Victoria (en) dans la banlieue de Melbourne. Son père est originaire de Dalmatie et sa mère est irlando-australienne de Tasmanie.
En 2015, elle publie son premier roman, Resurrection Bay, premier volume d'une série mettant en scène Caleb Zelic, un enquêteur privé sourd à Melbourne. Avec ce roman, elle est lauréate du prix Ned-Kelly 2016 du meilleur premier roman et trois Davitt Award (en) 2016 dont celui du meilleur roman. En 2018, avec And Fire Came Down, elle remporte une seconde fois ce prix Davitt du meilleur roman.
Les droits de la série Caleb Zelic ont été achetés pour une adaptation télévisuelle.
Également clarinettiste classique, elle s'est formée au Victorian College of the Arts (en).

## Œuvre

### Romans

#### SérieCaleb Zelic
- Resurrection Bay (2015)
  - Resurrection Bay, Éditions du Seuil coll. « Cadres noirs » (2020)  (ISBN 978-2-02141-786-9)
- And Fire Came Down (2017)
  - Un monde en feu, Éditions du Seuil coll. « Dieux Hommes » (2021)  (ISBN 978-2-02141-822-4)
- Darkness for Light (2019)
- Those Who Perish (2022)

## Prix et distinctions

### Prix
- Prix Ned-Kelly 2016 du meilleur premier roman pour Resurrection Bay[4]
- Davitt Award (en) 2016 du meilleur premier roman pour Resurrection Bay[5]
- Davitt Award 2016 du meilleur roman pour Resurrection Bay[5]
- Davitt Award 2016 des lecteurs pour Resurrection Bay[5]
- Davitt Award 2018 du meilleur roman pour And Fire Came Down[2],[5]

### Nominations
- Blood Dagger Award 2018 pour Resurrection Bay[6]
- Gold Dagger Award 2018 pour Resurrection Bay[6]
- Prix Barry 2019 du meilleur livre de poche pour Resurrection Bay[7]
- Prix Barry 2021 du meilleur livre de poche pour Darkness for Light[7]
- Prix Ned-Kelly 2023 du meilleur roman pour Tthose Who Perish[4]